# Institut für Internationale Gesundheit

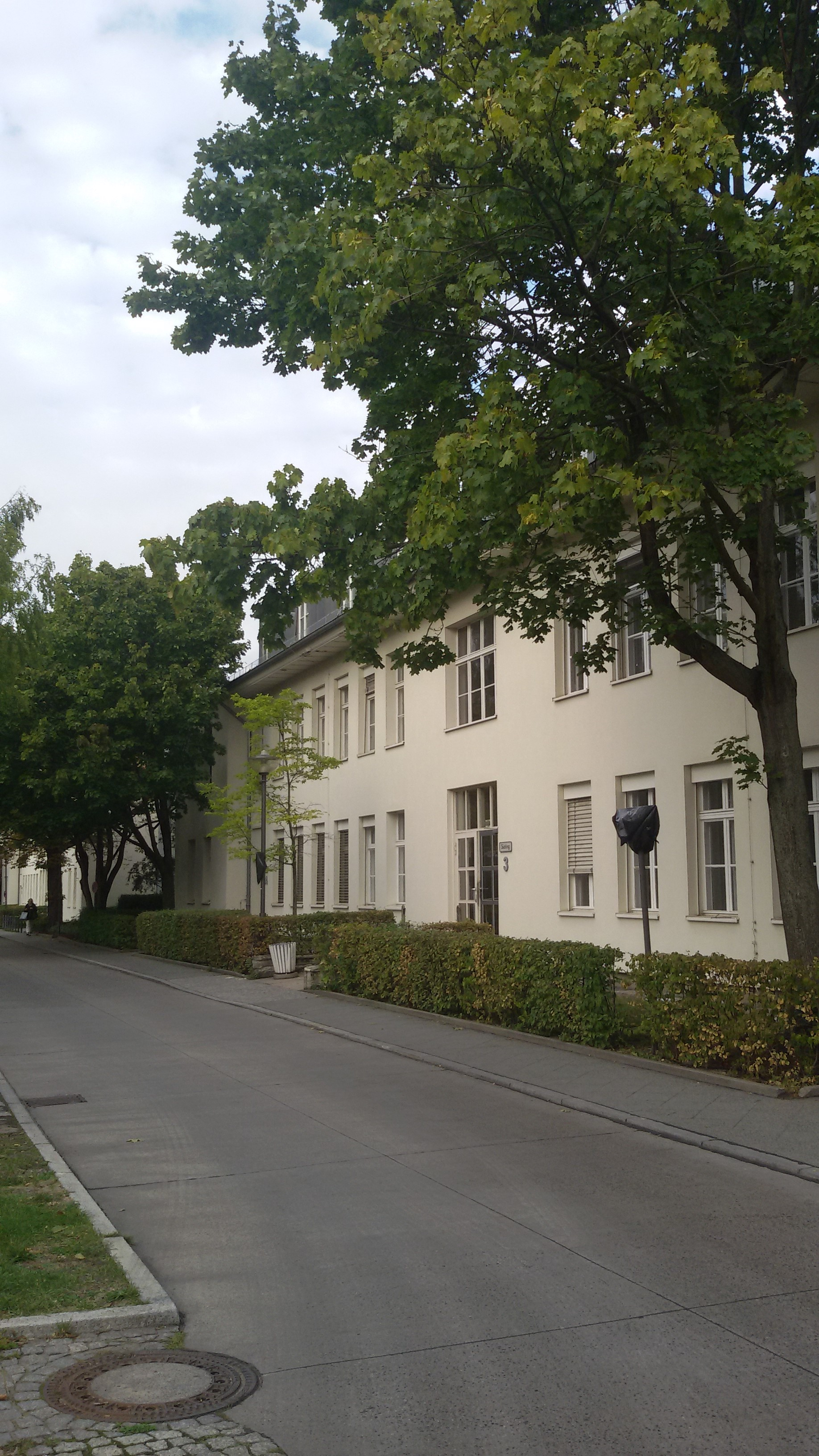
Institut für Internationale Gesundheit Berlin

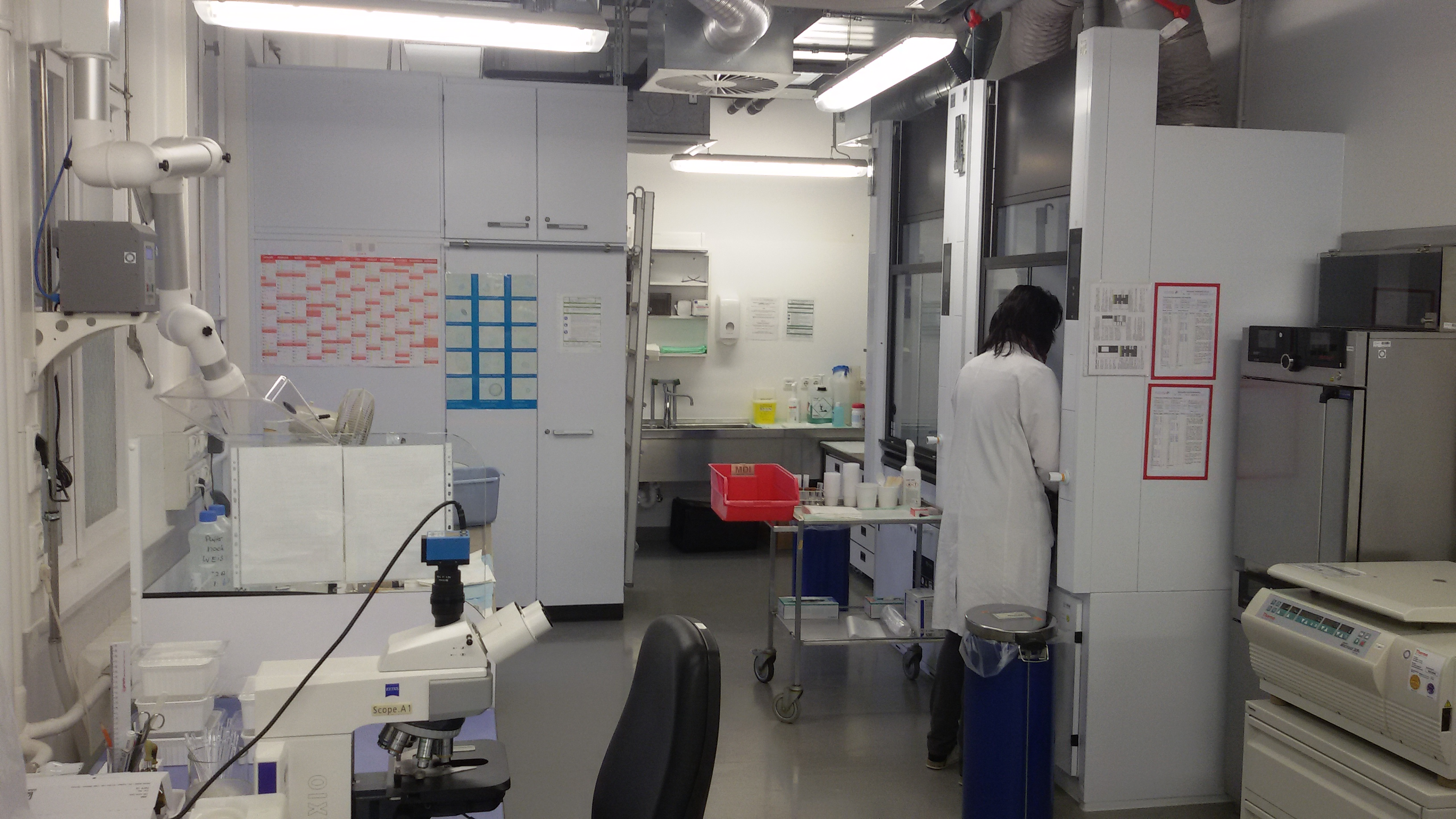
Parasitologisches Labor

Das Institut für Internationale Gesundheit der Charité – Universitätsmedizin Berlin, ehemals Institut für Tropenmedizin und Internationale Gesundheit, ist die nach Zahl der zu behandelnden Personen und Reisenden größte tropenmedizinische Einrichtung in Deutschland. Das Institut beschäftigt sich mit der Diagnostik und Behandlung von Tropenkrankheiten, reisemedizinischer Beratung und Impfungen sowie mit Forschung und Lehre in Tropenmedizin und International/Global Health.

## Geschichte

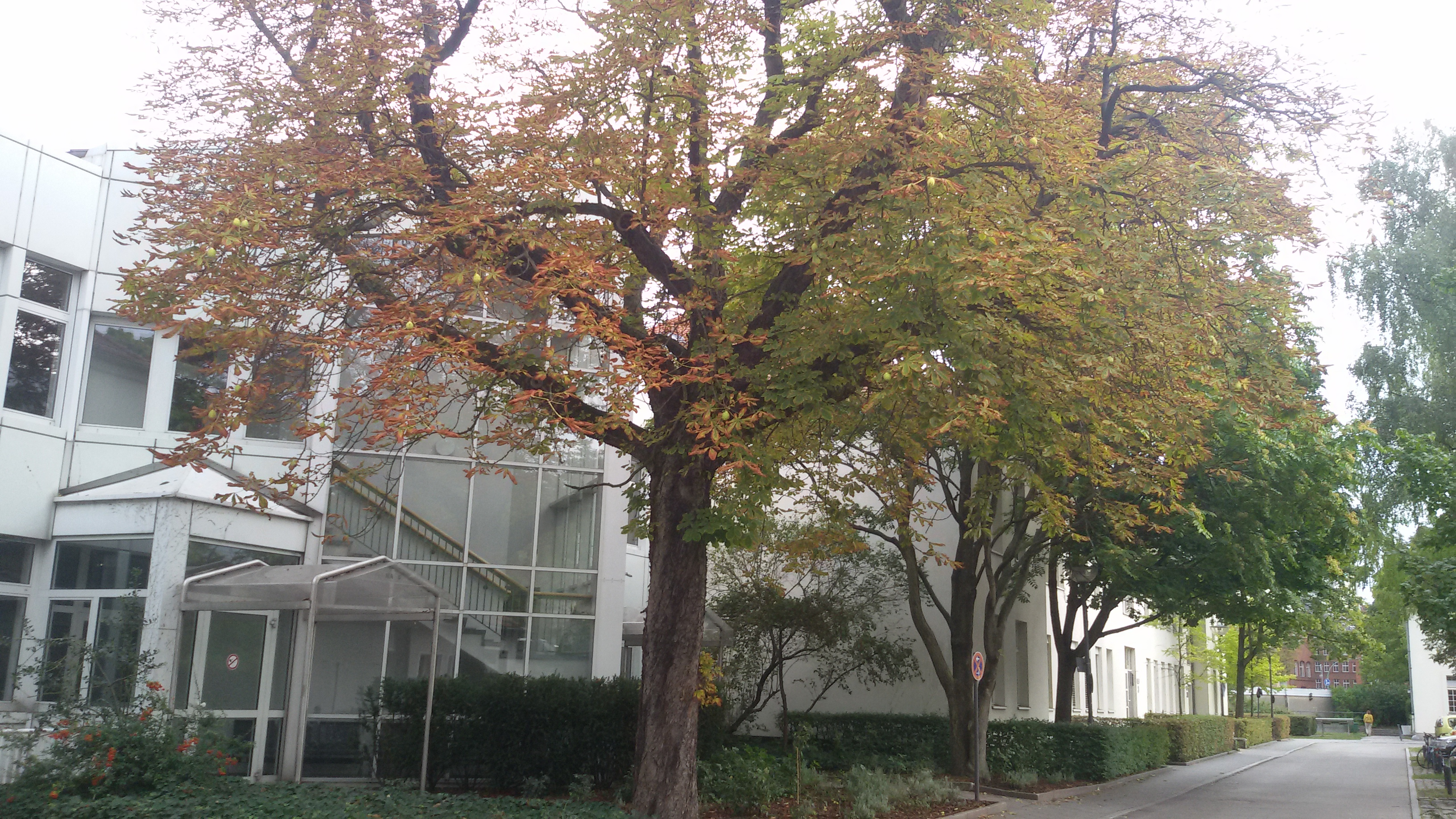
Eingang (CVK, Südring 2)

Das Institut ist aus dem 1802 gegründeten Königlich-Preussischen-Schutzblattern-Impfinstitut hervorgegangen. 1965 veranlasste die steigende Zahl der Fernreisenden und die zunehmenden internationalen Beziehungen den Senat von Berlin, die bestehende Pocken-Impfinstitution zur „Landesimpfanstalt mit tropenmedizinischer Beratungsstelle“ zu erweitern. 1995 in Institut für Tropenmedizin umbenannt, gehörte die Einrichtung bis 2011 zum Berliner Betrieb für Zentrale Gesundheitliche Aufgaben und ist seit 2012 ein Institut der Charité – Universitätsmedizin Berlin. Heute beschäftigt das Institut rund 50 Mitarbeiter und umfasst Deutschlands größte tropenmedizinische und reisemedizinische Ambulanzen, ein Labor mit parasitologischem Schwerpunkt sowie Forschungs- und Lehrbereiche.

## Patientenversorgung
In der tropenmedizinischen Ambulanz stellen sich erkrankte Reise-Rückkehrer, Menschen mit Migrationshintergrund und Personen mit parasitologischen Krankheitsbildern vor (2019: 7.000 Erstvorstellungen). Zu den am häufigsten geklagten Gesundheitsstörungen nach Auslandsreisen zählen Durchfall und Verdauungsstörungen, Fieber und Hautveränderungen. Die tropenmedizinische Ambulanz führt zudem Tropentauglichkeitsuntersuchungen durch und beteiligt sich an mehreren europäischen und internationalen Netzwerken zur Erfassung importierter Erkrankungen, z. B. GeoSentinel. Das Institutslabor betreibt die Diagnostik von parasitären, bakteriellen und viralen Infektionskrankheiten und ist in der Lage, zahlreiche spezifisch tropische Krankheitserreger nachzuweisen.

## Reisemedizinische Ambulanz
Die spezialisierten Ärzte der reisemedizinischen Ambulanz beraten zu medizinischen Fragen vor der Reise, geben Empfehlungen zur Malariaprophylaxe und führen empfohlene bzw. notwendige Impfungen durch. Dazu gehört auch die Durchführung von Gelbfieberimpfungen (offizielle Gelbfieberimpfstelle). 2019 besuchten rund 33.000 Reisende die reisemedizinische Ambulanz.

## Forschung
Die wissenschaftliche Arbeit bewegt sich in einem sich rasch wandelndem Gebiet zwischen Grundlagenforschung, klinischer Tropenmedizin und Global Health. Zentral bei diesen Aktivitäten sind kooperative Zusammenarbeit mit Partnern im sogenannten globalen Süden bzw. in Ländern mit niedrigem und mittlerem Einkommen (engl. LMICs), Unterstützung beim Ausbau lokaler Kapazitäten, Interdisziplinarität, Transsektoralität und ein Fokus auf armutsbedingte Erkrankungen. Dabei finden kontinuierlich Anpassungen an globale Trends wie Klimawandel, Umweltzerstörung, Alterung und Zunahme sog. nicht-übertragbarer Erkrankungen wie Diabetes statt.
Aktuelle Schwerpunkte liegen auf den Gebieten Malaria, HIV/AIDS, Infektionsschutz, Antibiotikaresistenzen und Public Health in LMICs. Aktuelle Feldstudien werden mit Partnern in Ruanda, DR Kongo, Tansania, Uganda, Südafrika und Sierra Leone durchgeführt. Die Förderung der Forschungsaktivitäten erfolgt in erster Linie durch BMBF, DFG und BMZ.
Die Arbeitsgruppe HIV und Reproduktive Gesundheit besteht seit 1999. Forschungsschwerpunkte sind die Analyse von Einflussfaktoren auf die vertikale HIV-Transmission, Therapieansprechen, Therapieadhärenz und Resistenzbildungen unter den Bedingungen von ressourcenschwachen Regionen in Afrika. Es werden auch Klinikpartnerschaften zur Verbesserung der Patientenversorgung bezüglich HIV/AIDS und Koinfektionen durchgeführt.
Mit Kooperationspartnern in Afrika und Asien führt die Arbeitsgruppe Malaria und Infektionsepidemiologie klinisch-epidemiologische Studien durch. Schwerpunkte sind dabei der genetische Einfluss auf Infektionsanfälligkeit und Manifestation, Therapiestudien und Resistenzmarker. Ein aktuell drängendes Thema ist die Erfassung und Eindämmung von Resistenzen gegen das Malariamedikament Artemisinin, die kürzlich in Ostafrika nachgewiesen wurden. Weitere Arbeitsgebiete umfassen die Epidemiologie von intestinalen Parasiten, Verbreitung und Import Antibiotika-resistenter Bakterien, Typ-2-Diabetes bei Afrikanern sowie Krankheitsbilder bei Migranten und Geflüchteten.
Die Arbeitsgruppe Epidemievorbeugung und Infektionsschutz wurde 2021 auf der Grundlage gemeinsamer Aktivitäten mit Partnern in Ruanda und Deutschland gegründet, die auf die Ebolafieber-Epidemie in der Demokratischen Republik Kongo in den Jahren 2018 und 2019 zurückgehen. Ziel ist es, Lösungen zu erforschen und zu präsentieren, um Beschäftigte des Gesundheitswesens und Patienten besser vor hochansteckenden Krankheiten und neu auftretenden Infektionen zu schützen und die Epidemievorbeugung im öffentlichen Gesundheitswesen zu verbessern. Die Arbeitsgruppe befasst sich mit den Auswirkungen von Epidemien auf das Gesundheitspersonal, den Kompetenzen des Gesundheitspersonals in Bezug auf Infektionsprävention und -kontrolle sowie der Entwicklung verbesserter architektonischer und digitaler Lösungen für Gesundheitseinrichtungen und digitaler Hilfsmittel für die ausbruchsbezogene Gesundheitserziehung.
Schwerpunkte der Arbeitsgruppe Vernachlässigte Erkrankungen und vulnerable Populationen sind neben klassischen Neglected Tropical Diseases (z. B. Afrikanische Schlafkrankheit, kutane Leishmaniose) vor allem Infektionen mit PVL-tragenden Staphyloccus aureus, ein in Deutschland noch wenig beachtetes Krankheitsbild. Zudem hat die Arbeitsgruppe das Ziel, vulnerable Personengruppen – obdachlose Menschen und Geflüchtete – in ihrer Gesundheitskompetenz zu stärken und ihre medizinische Versorgung in Deutschland zu verbessern.
Die COVID-Pandemie hatte zahlreiche Auslandsaktivitäten zum Erliegen gebracht. Währenddessen waren zahlreiche Angestellte in konzeptionelle Arbeit, Diagnostik, Testvalidierung und COVID-bezogene Studien eingebunden. Seit 2022 kommt es zu einer weitgehenden Normalisierung.
Klinikpartnerschaften bestehen mit dem University Teaching Hospital of Butare, Ruanda, dem Holy Family Virika Hospital in Fort Portal, Uganda, und dem Princess Christian Maternity Hospital in Freetown, Sierra Leone.

## Lehre
Der Master-Studiengang International Health der Charité – Universitätsmedizin Berlin wird seit 1999 am Institut für Internationale Gesundheit in Berlin durchgeführt. Der Studiengang ist in das europäische „tropEd Netzwerk für Aus- und Weiterbildung in International Health“ eingebunden. Die Studierenden bereiten sich auf Führungsaufgaben im Bereich International Public Health vor. Die Unterrichtssprache ist Englisch. Abschluss des Studiengangs ist der „Master of Science“ (MSc) in „International Health“.
Weitere Lehrveranstaltungen sind unter anderen der Diplomkurs „Tropenmedizin und Public Health“ und das Wahlpflichtmodul „Tropenmedizin“.

## Direktoren
- 1982–2006 Ulrich Bienzle
- 2006–2019 Gundel Harms-Zwingenberger
- 2019–2022 Frank Mockenhaupt (kommissarisch)
- seit 1. Januar 2023 Beate Kampmann